# The Project
The Project（ザ・プロジェクト）は、医療およびヘルスケアに関する情報を整理し、一般利用者にも理解しやすい形で提供する日本の情報プラットフォームである。利用者が提供された情報を活用することで新たな価値を創出する仕組みを有し、情報提供者と利用者が協力して価値を創造する場として運営されている。運営はネットパイロティング株式会社（英語：Net Piloting Corporation）が行っている。 

## 概要
「The Project」 は医療・ヘルスケア関連情報を可能な限りわかりやすく整理・発信し、多くの人が情報を「利用する」ことから価値を生み出していく「共創」の場として機能している。 

### プロジェクトの特徴
The Projectは以下の3段階のプロセスで運営されている 
1. 観察する - エスノグラフィによる自然観察
2. 理解する - 収集した情報の分析と理解
3. 共創する - 参加者による協働的な価値創造

このプロセスは、コンテンツベースの定例会から議論が生まれ、新たな問いがプロジェクト内で共有され、オープンソース的に参加者が利用でき、そこからさらに議論が生まれ進化し続けるサイクルとなっている。 

### 「The」の意味
プロジェクト名の「The」は以下の3つの概念を表している 
- T ouchpoint（タッチポイント）- 患者や消費者との接点

- H ealthcare（ヘルスケア）- 医療・健康分野への焦点

- E thnography（エスノグラフィ）- 人類学の自然観察手法

### 事業目的
The Projectは、日本の高齢化、人口減少、医療資源不足などの課題に対し、主にアメリカなどの海外における医療・ヘルスケア分野のイノベーションを「自然観察」し、その情報を整理・発信することで、新たな視点や視座を提供することを目的としている。

## 組織情報

### 連絡先
- 電話番号: 03-3537-2171（平日9:30〜18:00）

- メールアドレス: the@healthcare.ne.jp

- 運営主体: The Project事務局

### 主要メンバー

#### 山口 燈（やまぐち あかり）
役職：プロジェクトマネージャー兼エキスパート 経歴：プリンストン大学経済学部卒業、スタンフォード大学MBA取得。ベイン・アンド・カンパニー、アクサ生命保険、リクルート、カンター・ジャパンでの勤務経験 

#### 福島 常浩（ふくしま つねひろ）
役職：プロジェクト評議員兼エキスパート 経歴：東京工業大学大学院修了。味の素、GEキャピタル、三菱商事、ぐるなび、メディカル・データ・ビジョン、トランスコスモス上級常務執行役員 

#### 郡司 昇（ぐんじ のぼる）
役職：プロジェクト評議員兼エキスパート 肩書：店舗ICT活用研究所代表、株式会社リテールDX代表社員 経歴：薬剤師、ドラッグストア経営、ココカラファインでの店舗運営・調剤・システム統括経験 

#### 足立 和彦（あだち かずひこ）
役職：エバンジェリスト 肩書：「あしおと」（OMO推進支援）代表 経歴：薬剤師、神戸学院大学薬学部卒業、ドラッグストア役員経験 

#### 宮田 武志（みやた たけし）
役職：エバンジェリスト 肩書：株式会社メディテイル代表 経歴：広島大学大学院医歯薬学総合研究科修了、総合メディカル、スギホールディングスでの勤務経験 

## 活動内容
The Projectでは以下の活動を実施している
- 定例会の開催

- コンテンツの作成

- インタビューの実施

- エスノグラフィ調査

- 探索ループの実施

### シーズン1の成果
The Projectは「シーズン1」を完了しており、その成果として「はじめてでも理解る！アメリカの国民病 ～肥満問題の現状と慢性疾患～」などのコンテンツを公開している。これは慢性疾患の予防・管理を対象としたプライマリケアのイノベーションに焦点を当てたものである。 

### 運営方針
The Projectは以下の方針で運営されている
- 幅広いアクセシビリティ - 情報を広くオンラインで公開

- 学習プラットフォーム - 解決策の提供ではなく、参加者が学び洞察を得る場の提供

- 業界中立性 - あらゆる医療関係者に平等にサービスを提供

- 客観的分析 - 偏りのない視点でのシステムと運営の理解

- 継続的進化 - 参加者の相互作用に基づくコンテンツの継続的改善